# Eurycreadium vitellosum
Eurycreadium vitellosum är en plattmaskart. Eurycreadium vitellosum ingår i släktet Eurycreadium och familjen Opecoelidae. Inga underarter finns listade i Catalogue of Life.